# Anita Mason
Anita Frances Mason (1942-2020) fue una novelista inglesa, conocida sobre todo por haber sido nominada al Premio Booker. Es autora de ocho novelas, entre ellas El ilusionista (1983), The Racket (1990) y La mano derecha del sol (2008). 

## Antecedentes
Mason nació el 30 de julio de 1942 en Bristol, Inglaterra y fue hija única. Su madre era ama de casa y su padre trabajaba en una fábrica de motores de aviación. Fue a la escuela The Red Maids' School, en Bristol. Tras estudiar Filología Inglesa en la Universidad de Oxford, Mason comenzó a escribir después de trabajar en el mundo editorial, el periodismo y la agricultura ecológica[1]. Mason es autora de ocho novelas y varios relatos cortos. También es la editora de Frome Hundred (2004), una colección de artículos, poemas y relatos aportados por personas de la zona de Frome (Somerset, Reino Unido) en una serie de talleres de escritura. Anita Mason falleció de polimiositis en Bristol el 8 de septiembre de 2020. En el momento de su muerte, Mason había escrito tres novelas cortas que permanecen inéditas. Se trata de Chuichui, ambientada en el Haití contemporáneo, Suppose, ambientada en el Israel contemporáneo, y Andromeda, un relato distópico ambientado en el suroeste de Inglaterra que sigue las consecuencias del suicidio masivo de animales. 

## Carrera profesional
Entre las novelas de Mason destacan Bethany (Hamish Hamilton, 1981); El ilusionista (Hamish Hamilton, 1983), que fue nominada para el premio Booker 1983 en el Reino Unido;La guerra contra el caos (Hamish Hamilton, 1988); The Racket (Constable 1990), preseleccionada para el premio Fawcett 1990;Angel (Hamish Hamilton, 1994), que también se publicó con el título alternativo de Reich Angel; The Yellow Cathedral (Spinsters Ink, 2002); Perfection (Spinsters Ink, 2003); y The Right Hand of the Sun, publicado por John Murray en septiembre de 2008;. Sus relatos cortos "Irma" e "Interpretation" se han incluido en las colecciones Winter's Tales, volúmenes 6 y 9, respectivamente (Constable, 1990 y 1993, ed. Robin Baird-Smith).
Mason ha disfrutado de varias becas en instituciones académicas británicas, como las universidades de Leeds,[2] Warwick y Bath Spa.

### Escenarios de las novelas
Las novelas de Mason son muy variadas en cuanto a su ambientación histórica y geográfica. Bethany trata de una comuna de Cornualles; El ilusionista es la historia de Simón el Mago y su relación con los primeros cristianos; La guerra contra el caos está ambientada en un futuro distópico (o presente alternativo) en el que una víctima de la corrupción se encuentra con comunidades marginadas mientras busca a su esposa, de la que está separado; The Racket está ambientada en el Brasil actual; Ángel habla de una piloto de pruebas al servicio de los nazis (basada en la vida de Hanna Reitsch); La catedral amarilla narra el conflicto político de Chiapas (México); Perfección se desarrolla durante la rebelión anabaptista en la Alemania del siglo XVI; y La diestra del sol trata de la invasión y colonización española de Centroamérica. Dos relatos cortos, "Interpretación" e "Irma", están ambientados en América Latina: el primero, en la época precolonial; el segundo, en el Brasil actual. 

### Temas recurrentes
Entre los temas recurrentes en la obra de Mason figuran el establecimiento de comunidades alternativas que se oponen a los valores de la sociedad dominante; la tensión entre los deseos del individuo y las prioridades de la colectividad; la ambigüedad de la religión como fuerza que aporta sentido y como excusa para la opresión y la violencia; la naturaleza igualmente ambigua de la sexualidad como fuente de afecto y sensualidad, pero también como lugar de relaciones desiguales de poder; y el uso del pasado como espejo de la época contemporánea.

## Obras publicadas
- Bethany (1981)[2]
- El ilusionista (1983)[2][7]
- La guerra contra el caos (1988)[2][7]
- The Racket(1990)[2]
- Ángel del Reich (también publicado como Ángel) (1994)[2][7]
- La catedral amarilla (2002)[2]
- La perfección (2003)[2]
- La mano derecha del sol (2008)[6]

## Resumen de obras seleccionadas

#### Bethany
La primera novela de Mason está ambientada a mediados de los años setenta y narrada por Kay, la compañera de Alex, propietario de la casa de Cornualles que da título a la novela. Alex es un antiguo joyero que compró a Bethany como parte de su plan para "abandonar" la vida convencional, pero que ahora está muy endeudado. Para consternación inicial de Kay, Alex invita a un grupo de amigos a unirse a ellos en Bethany en un intento de vida en común: Simon, un carismático y confiado defensor de estilos de vida alternativos; su compañero tailandés Dao; el amigo de Simon, Peter, y su compañera estadounidense Coral; y varios niños. Poco a poco, Simon ejerce su influencia sobre el hogar y convence a Kay para que adopte muchas de sus ideas, pero Simon y Alex entran en un conflicto que amenaza con arruinar el experimento.

#### El ilusionista
La novela está ambientada en Tierra Santa unos años después de la muerte de Cristo. Su personaje principal es Simón el Mago, un mago obligado a vivir de su ingenio que viaja de ciudad en ciudad, acompañado de su esclavo Demetrio. En una ciudad se encuentra con una secta cuyos miembros tienen la capacidad de curar, pero cuya filosofía le enfurece. Intrigado por la secta, acepta el bautismo pero, tras una disputa con su líder, Kepha (San Pedro), descubre que ya no puede hacer su magia. Abandona a Demetrio y vive como un mendigo. Tras entablar amistad con una prostituta llamada Helena, desarrolla una filosofía dualista basada en el sexo y la transgresión de la ley. Comienza de nuevo sus actuaciones de magia, y finalmente viaja a Roma, donde se ve obligado a actuar ante Nerón en competencia con Kepha. 

#### La guerra contra el caos
La guerra contra el caos está ambientada en una versión distópica de Gran Bretaña que se asemeja, en su descripción de un país gris, cutre y filisteo, al 1984 de Orwell. El personaje principal, Hare, es un empleado de un vasto conglomerado conocido como Universal Goods, que es despedido de su trabajo y de su alojamiento después de que su corrupto jefe, Jacobs, manipule pruebas en su contra. Tras dormir a la intemperie, Hare se hace amigo de una comunidad de los llamados "marginales", que viven en comunas anárquicas al margen de la sociedad. Después de recuperarse, Hare decide buscar a su esposa, una artista que huyó de la sociedad después de que el gobierno cerrara todas las escuelas de arte. Se encuentra con otro grupo, conocido como "Diggers", que vive en cámaras subterráneas abandonadas que originalmente estaban destinadas a ser utilizadas en caso de guerra nuclear. Un grupo de jóvenes Diggers intenta apoderarse de su propia parcela de tierra, pero el intento es un fracaso, y Hare se ve obligado a dirigir a un grupo de marginales y Diggers que huyen hacia "la Zona", una misteriosa parcela de tierra en la que, según se rumorea, nada es capaz de sobrevivir.
La novela está claramente marcada por los acontecimientos políticos de la década en que fue escrita. El relato, hacia el final de la novela, de la represión de una manifestación por parte de la policía antidisturbios recuerda los sucesos de la huelga de mineros de 1984-85 en el Reino Unido. Del mismo modo, el relato de la forma en que el gobierno había manipulado el miedo popular a la guerra nuclear para llevar a cabo programas de manipulación social, indica los últimos años de la Guerra Fría entre la Unión Soviética y Occidente. 

#### The racket
Rosa Van Meurs es profesora de historia en la ciudad de Florianópolis, en el sur de Brasil. Descubre que una carretera que da servicio a una mina de oro en la región del Pantanal ha atravesado tierras indígenas, y escribe una carta de protesta a la prensa estadounidense (alegando que en Brasil no se tomaría ninguna medida). La carta es tomada en serio debido a la reputación de su padre como antropólogo. Como consecuencia, uno de los copropietarios de la mina, Roberto Bandeiras, inicia una campaña de acoso contra ella. Mientras tanto, recibe la visita de su primo Fabio, poeta y vagabundo que huye de un traficante llamado César. Fabio se queda con Rosa y empieza a trabajar en el museo de una iglesia, pero es capturado por César y vuelve a trabajar para él. Rosa discute con su novio Sergio sobre la posibilidad de vengarse de Bandeiras, y la pareja se separa. Fabio escapa de César y vuelve con Rosa.

#### Ángel Reich
Freddy Kurtz es una joven alemana que vence la formidable oposición de su padre a su ambición de convertirse en piloto. Abandona sus estudios de medicina para pilotar planeadores y se convierte en una reputada piloto de pruebas de la creciente fuerza aérea alemana tras la instauración del régimen nazi. Por ser mujer y por sus excepcionales habilidades, se convierte en una celebridad y conoce a muchos de los líderes del partido nazi, incluidos Hitler y Himmler. Aunque no le gustan los nazis, acepta sus obligaciones y no protesta, ya que sería inútil hacerlo. Tras sufrir graves heridas en un accidente, se desanima y visita el frente ruso, donde es testigo de las atrocidades nazis. Deja de volar y ayuda a las víctimas de los bombardeos en Berlín, donde ella y su vecina, Paula, se convierten en amantes. Tras recuperarse, Freddy decide volver a volar y planea trasladarse con Paula a su base de Darmstadt, pero Paula desaparece. Cuando el ejército ruso se aproxima a Berlín, Freddy recibe el encargo de llevar a un general de la aviación entre la base del almirante Dönitz, en el norte, y el búnker de Hitler en Berlín.

#### La catedral amarilla
Posiblemente la novela más explícitamente política de Mason, La Catedral Amarilla está ambientada en el empobrecido estado de Chiapas, en el sur de México, a principios de la década de 1990, en el momento de la rebelión de la población indígena y los activistas zapatistas (EZLN) contra los terratenientes ricos y el establishment político. El libro relata el intento del partido de oposición (el PRD) de instalar a un gobernador 'rebelde' (elegido democráticamente), Avendaño, en lugar de Rosas, el representante del gobierno central y representante del partido dominante PRI. La narrativa cambia entre una serie de personajes que representan diferentes aspectos del conflicto. Benito, un joven activista del PRD, está impaciente por la estrategia pacífica propugnada por su respetado tío Hernández y se une a un grupo que lleva a cabo una desastrosa redada en un rancho. Rafael es otro joven cuyo trabajo para el PRD lo aleja de su padre. De manera similar, María, la hermana de Rafael, ha enojado a su padre por su conversión al evangelismo y su rumoreado romance con el candidato local del PRD, Mateo Méndez. Mateo finalmente es golpeado por partidarios del PRI y María es expulsada de su casa por una turba. La vida del gobernador rebelde Avendaño, que trabaja con poco o ningún equipo o dinero en plena vida comunal, se contrasta con la de Rosas, el gobernador oficial, que frecuenta reuniones con el presidente y Pereira, el líder de los ganaderos locales. Pereira quiere que Rosas reprima a los rebeldes sin piedad, pero el presidente le ha ordenado a Rosas que se gane los corazones y las mentes, aunque con pocos recursos que puedan respaldar las demandas de reforma. 
Los zapatistas inician un levantamiento que es reprimido por el ejército. En San Cristóbal, una turba ataca la catedral, donde el obispo de izquierda Samuel Ruiz está realizando un ayuno en apoyo a los rebeldes. Los partidarios indígenas del obispo protegen la catedral y son atacados, pero finalmente llega la policía para dispersar a la turba.
La novela contiene una posdata que explica el trasfondo político de su composición y enumera una serie de libros y sitios web dedicados a la situación en Chiapas.

#### Perfección
La novela está ambientada en la Alemania del siglo XVI, en la época de la rebelión anabaptista. Los líderes cívicos de Münster son partidarios del movimiento anabaptista, por lo que atraen a la ciudad hordas de refugiados que huyen de la persecución religiosa. Entre ellos se encuentran el carismático ex actor y dramaturgo Jan Bockelson y el entusiasta Jan Matthys, que rápidamente se convierten en las figuras más poderosas de la ciudad. Expulsan a todos los no creyentes y abolen el dinero y la propiedad privada. Posteriormente, Münster es asediado por el obispo expulsado von Waldeck, y Mattys, con una pequeña tropa de hombres, cabalga para enfrentarse a los sitiadores, convencido de que sus enemigos serán derrotados por Dios y que su supuesta victoria iniciará la fundación de una Nueva Jerusalén. La tropa es masacrada y la cabeza de Matthys es exhibida en una pica. Posteriormente, Bockelson toma el mando y continúa el asedio durante un año más, durante el cual se corona rey e impone la poligamia. Mientras los habitantes de la ciudad sufren hambre, el obispo realiza un decidido asalto a las defensas de la ciudad, durante el cual un personaje recurrente, la hermana Agnes, escapa.

##### La mano derecha del sol
La novela trata de la conquista de México por Hernán Cortés en 1519-1521, y está narrada en parte por el intérprete de Cortés, un español llamado Gerónimo de Aguilar, que había naufragado en la zona una década antes y había vivido durante años como miembro de una tribu indígena.
La novela comienza en el momento en que Gerónimo decide abandonar su pueblo y se une como traductor a la expedición de Hernán Cortés. A medida que se da cuenta de los verdaderos motivos de la expedición, se vuelve cada vez más ambivalente acerca de su decisión. Cortés se revela como un oportunista despiadado y astuto que persuade a sus hombres a viajar tierra adentro para conquistar la ciudad de Tenochtitlan, la capital del rico imperio del pueblo Meshica y su gobernante, Moctezuma. A medida que la expedición se acerca a su objetivo, la narración vuelve a la historia del naufragio de Gerónimo y su vida en la aldea winic de Chanek.
Luego, la narración continúa con la historia de la llegada de la expedición a Tenochtitlán, donde encuentra una recepción pacífica. Sin embargo, después de un tiempo, los Meshica se enojan por el comportamiento de Cortés y sus hombres y, tras la muerte de Moctezuma, los expulsan de la ciudad. Acompañado de miembros de otras tribus, Cortés regresa para llevar a cabo un sangriento asedio.

## Premios
- Lista de finalistas del Premio Booker, 1983, por El ilusionista[2]
- Beca de escritor, Universidad de Leeds, 1984[2]
- Lista de finalistas del Premio Fawcett, 1990, por The racket[2]